# Microsoft Windows 2
もしかして
- Microsoft Windows 2.0

ではありませんか？